# Yoloxóchitl 1ra. Sección
Yoloxóchitl 1ra. Sección är en ort i Mexiko.   Den ligger i kommunen Cunduacán och delstaten Tabasco, i den sydöstra delen av landet, 600 km öster om huvudstaden Mexico City. Yoloxóchitl 1ra. Sección ligger 20 meter över havet och antalet invånare är 270.
Terrängen runt Yoloxóchitl 1ra. Sección är mycket platt. Runt Yoloxóchitl 1ra. Sección är det ganska tätbefolkat, med 155 invånare per kvadratkilometer. Närmaste större samhälle är Cárdenas, 16,4 km sydväst om Yoloxóchitl 1ra. Sección. Trakten runt Yoloxóchitl 1ra. Sección består till största delen av jordbruksmark.